# Tigres de Cabimas Rugby Football Club
Tigres de Cabimas Rugby Football Club, también conocido como Tigres de Cabimas, es un equipo venezolano de rugby. Está afiliado a la Federación Venezolana de Rugby.  Tiene su sede en Cabimas, estado Zulia. Juega como local en el estadio Venoil. 

## Historia
Fue fundado en 2002 por jugadores provenientes del Maracaibo Rugby Football Club. En 2008, participó por primera vez en el Campeonato Nacional de Clubes. Fue subcampeón del Campeonato Nacional de Clubes en los años 2012, 2013 y 2017.